# Bulharská nacionálně socialistická dělnická strana
Bulharská nacionálně socialistická dělnická strana (bulharsky Българска Национал-Социалистическа Работническа Партия) byla nacistická strana působící v Bulharském království.
Byla založena krátce před nástupem Adolfa Hitlera k moci v Německu. Stejně jako Svaz bulharských národních legií a Válečníků nesla prvky antisemitismu. Stranu v roce 1932 založil doktor Christo Kunčev, který v Berlíně studoval medicínu. Vzorem mu byla NSDAP, strana převzala národně-socialistický program, svastiku a další symboly. Na rozdíl od dalších krajně pravicových uskupení jako Svaz bulharských národních legií a Válečníci, neměla strana velký vliv a měla malý počet členů. Strana měla svoje noviny „Útok“, které měly stejný název jako noviny vydávané Josephem Goebbelsem Der Angriff. Strana byla zákonem zakázána v roce 1934. Poté, po převratu 19. května, stejný zákon zakázal všechny organizace politických stran.